# Lekkerkerk
Lekkerkerk – miejscowość w Holandii, w prowincji Holandia Południowa, w gminie Krimpenerwaard, nad rzeką Lek. Jest położona 9 kilometrów na północ od Dordrechtu i 14 kilometrów na wschód od centrum Rotterdamu.

## Historia
Miejscowość powstała między XI a XIII wiekiem. W 1760 roku wzdłuż brzegu rzeki Lek wzniesiono kamienny mur, który miał na celu chronić wieś przed zalaniem. Rok 1900 zapoczątkował nagły wzrost liczby mieszkańców oraz rozbudowę Lekkerkerka. W latach 1985–2015 miejscowość była częścią gminy Nederlek, którą w 2015 roku włączono do nowo powstałej gminy Krimpenerwaard.

## Populacja
Źródło: